# Chalid ibn Saud
Chalid bin Saud Al Saud (auch Khalid geschrieben; arabisch خالد بن سعود الكبير بن عبد العزيز آل سعود, DMG Ḫālid b. Saʿūd al-kabīr b. ʿAbd al-ʿAzīz Āl Saʿūd; † 1861) war von 1837 bis 1841 ein Imam der Wahhabiten.
Chalid ibn Saud war als Sohn von Saud I. ibn Abd al-Aziz 1818 in Gefangenschaft geraten, als die Ägypter Dariya erobert hatten. Als Faisal ibn Turki Al Saud 1834 seinem Vater Turki Al Saud im Nadschd nachfolgte, erhob Muhammad Ali Pascha seinen Gefangenen Chalid zum Thronanwärter und schickte ihn mit ägyptischen Truppen nach Arabien. Dort konnte er sich zwischen 1837 und 1838 im Nadschd gegen Faisal durchsetzen. Allerdings unterstand er der Kontrolle eines ägyptischen Statthalters. Als sich dieser 1840 auf Druck der europäischen Großmächte mit seinen Truppen zurückziehen musste, brachen die Kämpfe um die Herrschaft im Nadschd erneut aus. Während dieser Auseinandersetzungen wurde er 1841 von Abdallah II. ibn Thunayyan (1841–1843) gestürzt und musste sich ins Exil nach Mekka zurückziehen.